# Dax
Dax (gaskonjsko/okcitansko Dacs), v rimskem obdobju Aquae Tarbellicae, je zdraviliško mesto in občina v jugozahodni francoski regiji Nova Akvitanija, podprefektura departmaja Landes. Leta 2012 je mesto imelo 22.035 prebivalcev.

## Geografija
Kraj leži v pokrajini Gaskonji na levem bregu reke Adour, med Bayonnom in Mont-de-Marsanom. Dax je vmesna postaja na romarski poti v Santiago de Compostelo z začetkom v Parizu (Via Turonensis).

## Uprava
Dax je sedež dveh kantonov:
- Kanton Dax-Jug (del občine Dax, občine Bénesse-lès-Dax, Candresse, Heugas, Narrosse, Oeyreluy, Saint-Pandelon, Saugnac-et-Cambran, Seyresse, Siest, Tercis-les-Bains, Yzosse: 27.453 prebivalcev),
- Kanton Dax-Sever (del občine Dax, občine Angoumé, Gourbera, Herm, Mées, Rivière-Saas-et-Gourby, Saint-Paul-lès-Dax, Saint-Vincent-de-Paul, Saubusse, Téthieu: 19.128 prebivalcev).

Mesto je prav tako sedež okrožja, v katerega so poleg njegovih dveh vključeni še kantoni Amou, Castets, Montfort-en-Chalosse, Mugron, Peyrehorade, Pouillon, Saint-Martin-de-Seignanx, Saint-Vincent-de-Tyrosse, Soustons in Tartas-Vzhod/Zahod z 207.273 prebivalci (leto 2009).

## Zanimivosti
- galo-rimski tempel oz. bazilika iz 2. stoletja,
- ostanki galo-rimskega obzidja iz 4. stoletja,
- neoklasicistični dvorec - zdravilišče Fontaine Chaude z izvirom vroče vode, zgrajeno v letih 1814-1818, naslednik nekdanjega rimskega kopališča.
- klasicistično-gotska katedrala Notre-Dame Sainte-Marie iz 13. do 18. stoletja, sedež škofije Aire in Dax,
- neoromanska cerkev sv. Vincenca Xainteškega iz konca 19. stoletja, zgrajena na mestu nekdanje bazilike iz 11. stoletja, poimenovana po prvem škofu Daxa.
- poslopje Hôtel Splendid, zgrajeno v slogu Art deco konec 20. let 20. stoletja na mestu nekdanjega mestnega gradu,
- bikoborska arena, zgrajena leta 1913 v neomavrskem slogu, prizorišče Fêtes de Dax in Toros y Salsa,
- stari most na reki Adour.

## Osebnosti
- Jean-Charles de Borda (1733-1799), matematik, fizik, vojaški inženir, pomorski častnik, član Francoske Akademije znanosti;

## Pobratena mesta
- Logroño (La Rioja, Španija);